# Brownville (New Jersey)
Brownville – jednostka osadnicza w Stanach Zjednoczonych, w stanie New Jersey, w hrabstwie Middlesex.